# Blot (musikalbum)
Blot är det fjärde studioalbumet med det norska viking metal/folk metal-bandet Einherjer. Albumet släpptes 2003 av skivbolaget Tabu Recordings.

## Låtlista
1. "Einherjermarsjen" (instrumental) – 1:38
2. "Ironbound" – 3:41
3. "Dead Knight's Rite" – 5:34
4. "Wolf-Age" – 4:44
5. "The Eternally Damned" – 3:01
6. "Ware Her Venom" – 5:57
7. "Hammar Haus" – 8:02
8. "Starkad" – 4:19
9. "Ride the Gallows" – 6:48
10. "Ingen Grid" – 4:06
11. "Berserkergang" – 5:55
12. "Venomtongue" – 6:25

- Text: Frode Glesnes (spår 2–6, 9–11), Gerhard Storesund (spår 7, 8, 12)
- Musik: Aksel Herløe (spår 1, 2), Frode Glesnes (spår 3, 7), Gerhard Storesund (spår 4–6, 8–12)

Texten till spår 8 ("Starkad") är baserat på sagorna om den fornnordiska sagohjälten Starkad.

Texten till spår 9 ("Ride The Gallows") är baserat på Hávamál.

## Medverkande
Musiker (Einherjer-medlemmar)
- Frode Glesnes – gitarr, keyboard, sång
- Aksel Herløe – gitarr, basgitarr
- Gerhard Storesund – trummor, keyboard, sampling

Bidragande musiker
- Jostein Marø – sologitarr (spår 12)

Produktion
- Gerhard Storesund – producent, ljudmix, omslagsdesign, omslagskonst
- Frode Glesnes – producent, ljudmix
- Inge Eriksen– ljudtekniker
- Børge Finstad – ljudmix
- Kari Svendsbø – foto